# 2014年加利福尼亞州48號提案
48號提案（英語：Proposition 48，專有名詞縮寫），是美國加利福尼亞州於2014年11月4日提出的一次公投，提案訴求批准AB277法案（AB277）修法，允許美國原住民部落能在指定地方建立博弈場所。